# Шелбі (округ Осеана, Мічиган)
Шелбі (англ. Shelby) — селище (англ. village) в США, в окрузі Оушеана штату Мічиган. Населення — 1964 особи (2020).

## Географія
Шелбі розташоване за координатами 43°36′43″ пн. ш. 86°21′52″ зх. д. / 43.61194° пн. ш. 86.36444° зх. д. (43.612058, -86.364492).  За даними Бюро перепису населення США в 2010 році селище мало площу 4,40 км², з яких 4,40 км² — суходіл та 0,00 км² — водойми.

## Демографія
Згідно з переписом 2010 року, у селищі мешкало 2065 осіб у 689 домогосподарствах у складі 496 родин. Густота населення становила 469 осіб/км².  Було 772 помешкання (175/км²).
Расовий склад населення:
| - 68,7 % — білих - 1,5 % — корінних американців - 0,4 % — чорних або афроамериканців - 0,2 % — азіатів - 25,5 % — осіб інших рас |

До двох чи більше рас належало 3,7 %. Частка іспаномовних становила 45,6 % від усіх жителів.
За віковим діапазоном населення розподілялося таким чином: 33,2 % — особи молодші 18 років, 54,3 % — особи у віці 18—64 років, 12,5 % — особи у віці 65 років та старші. Медіана віку мешканця становила 30,1 року. На 100 осіб жіночої статі у селищі припадало 91,9 чоловіків;  на 100 жінок у віці від 18 років та старших — 89,9 чоловіків також старших 18 років.
Середній дохід на одне домашнє господарство  становив 45 826 доларів США (медіана — 32 350), а середній дохід на одну сім'ю — 54 261 долар (медіана — 40 380). Медіана доходів становила 30 385 доларів для чоловіків та 30 179 доларів для жінок. За межею бідності перебувало 29,6 % осіб, у тому числі 43,2 % дітей у віці до 18 років та 8,2 % осіб у віці 65 років та старших.
Цивільне працевлаштоване населення становило 746 осіб. Основні галузі зайнятості: виробництво — 22,0 %, освіта, охорона здоров'я та соціальна допомога — 17,0 %, сільське господарство, лісництво, риболовля — 16,2 %.